# 日本タイポグラフィ協会
特定非営利活動法人  日本タイポグラフィ協会（にほんタイポグラフィきょうかい、略称 ジェイティーエー、英称 Japan Typography Association、英略称 JTA）は、グラフィック・デザイナー、タイプフェイス・デザイナー、研究者、教育者など200名を越える国内・海外の個人会員と法人会員で構成されている、デザイナーの職能団体。

## 概要
日本タイポグラフィ協会は、1964年に結成された日本レタリングデザイナー協会を母体として、広義のタイポグラフィの発展を願って1971年に名称変更して生まれる。

グラフィック・デザイナーはもとより、タイプフェイス・デザイナー、研究者、教育者など200名を越える国内・海外の個人会員と法人会員で構成されている。

会員有志により結成された委員会を主体に、日本タイポグラフィ年鑑の発行、雑誌『タイポグラフィックス・ティー』（年4回）の発行、海外交流、セミナーや展覧会の開催、タイポグラフィに関する研究、タイポグラフィ博物館設立の運動などの活動を行っている。

平成13年1月19日に、特定非営利活動法人(NPO)に東京都知事より認証を受け公益法人となる。